# Josh Green (basketspelare)
Joshua Benjamin "Josh" Green, född 16 november 2000 i Sydney, är en australisk professionell basketspelare (SG/SF) som spelar för Charlotte Hornets i National Basketball Association (NBA). Han har tidigare spelat för Dallas Mavericks.
Green deltog vid de olympiska sommarspelen 2020 i Tokyo, där han var med och bärgade bronsmedalj med det australiska basketlandslaget.
Green draftades av Dallas Mavericks i första rundan i 2020 års draft som 18:e spelare totalt.
Innan han blev proffs studerade Green vid University of Arizona och spelade för deras idrottsförening Arizona Wildcats.